# 傑維斯站
傑維斯站（英語：Jervis）是一個位於愛爾蘭都柏林市中心修道院街的都柏林轻轨站，在2004年通車，車站能夠到達坦普尔酒吧区。